# Grammichele
Grammichele ist eine Stadt der Metropolitanstadt Catania in der Region Sizilien in Italien mit 12.353 Einwohnern (Stand 31. Dezember 2023).

## Lage und Daten
Grammichele liegt 68 km südwestlich von Catania. Die Einwohner arbeiten hauptsächlich in der Landwirtschaft.
Der Ort hat einen Bahnhof an der Bahnstrecke Lentini Diramazione–Caltagirone–Gela.
Die Nachbargemeinden sind Caltagirone, Licodia Eubea und Mineo.

## Geschichte
Der Ort stammt aus der sikulisch-griechischen Zeit. Beim Erdbeben 1693 wurde die Stadt zerstört und danach als Planstadt wieder aufgebaut. Es entstand eine Stadt mit strengem geometrischen Grundriss in Form eines Sechsecks, ausgehend vom zentralen Platz in der Stadtmitte, der ebenfalls sechseckig ist. Die Hauptstraßen gehen im rechten Winkel von den Seiten dieses Zentralplatzes ab.

## Sehenswürdigkeiten
- Pfarrkirche, erbaut im 18. Jahrhundert
- Rathaus, erbaut Ende des 19. Jahrhunderts
- Ausgrabungen an der Terravecchia in Occhiolà, etwa 2 km nördlich von Grammichele

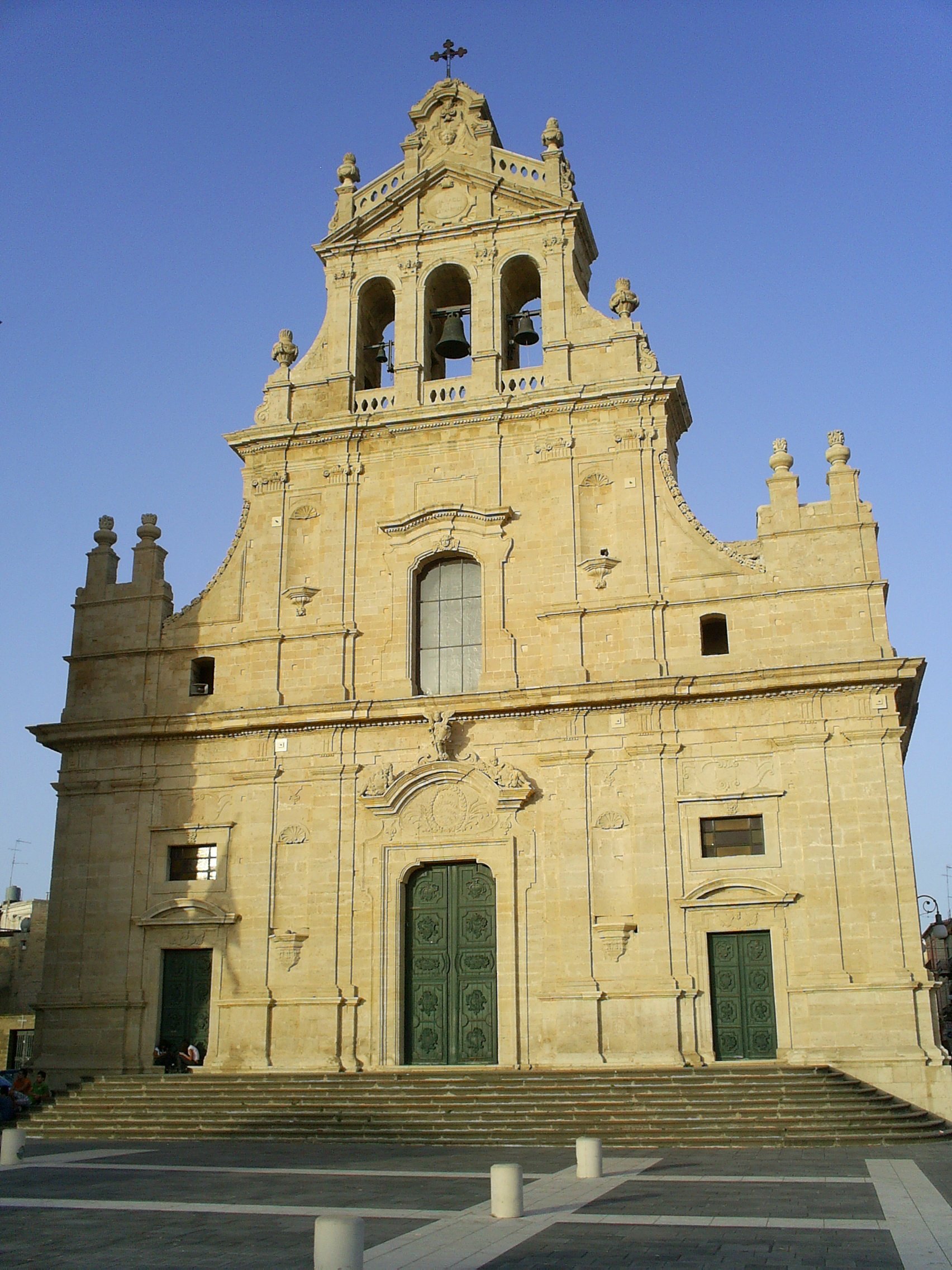
Chiesa Madre San Michele
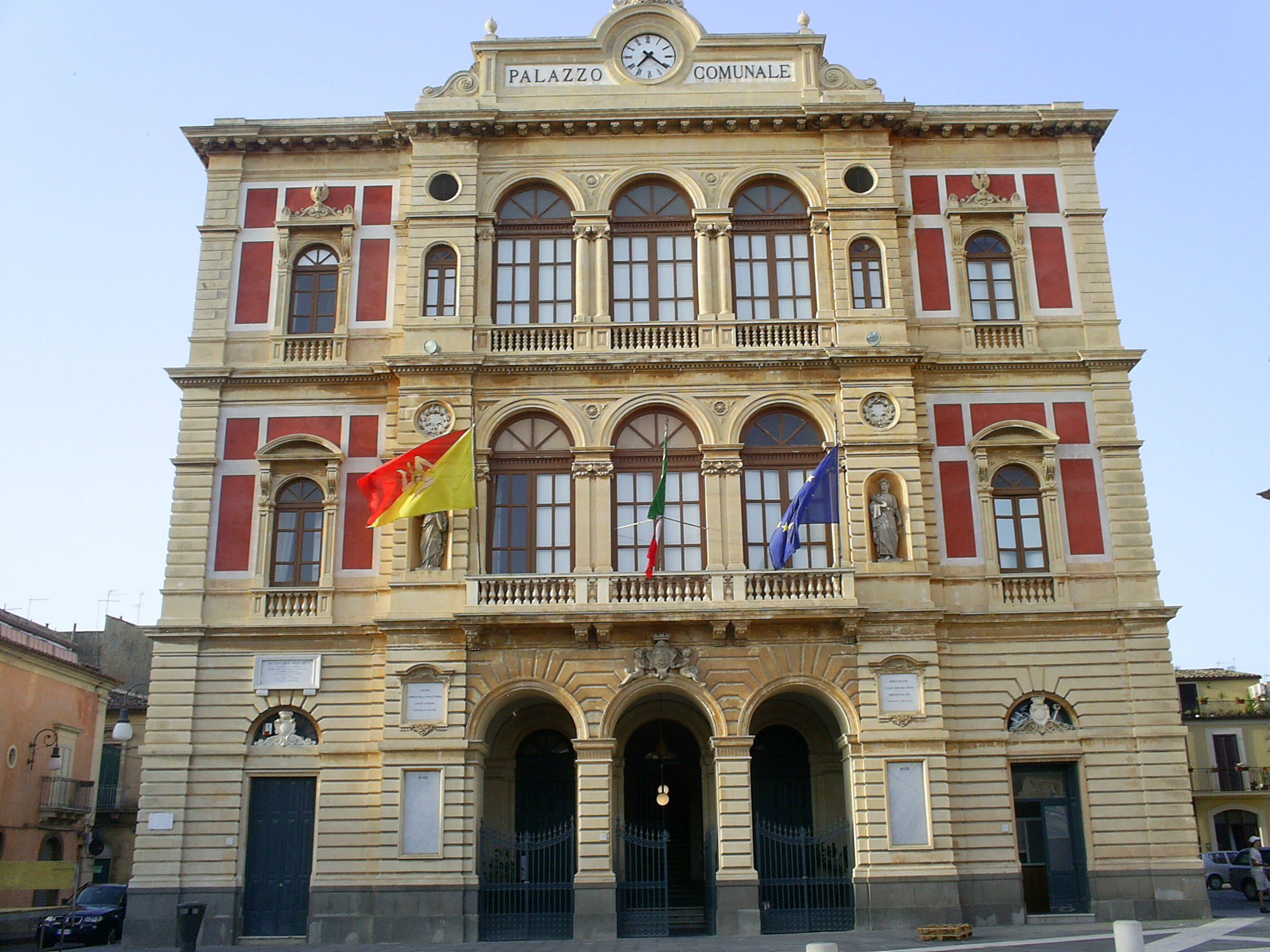
Rathaus
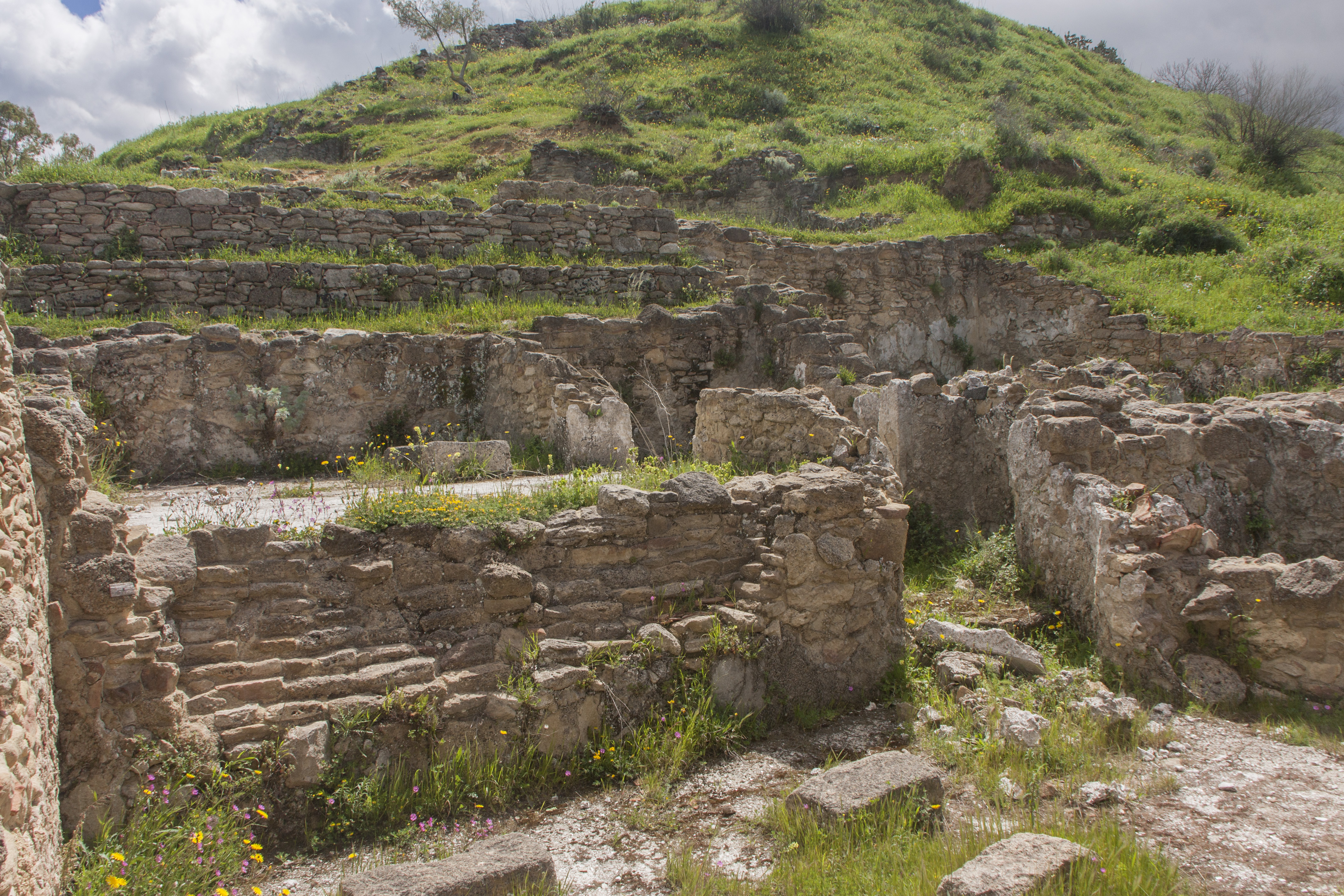
Occhiolà
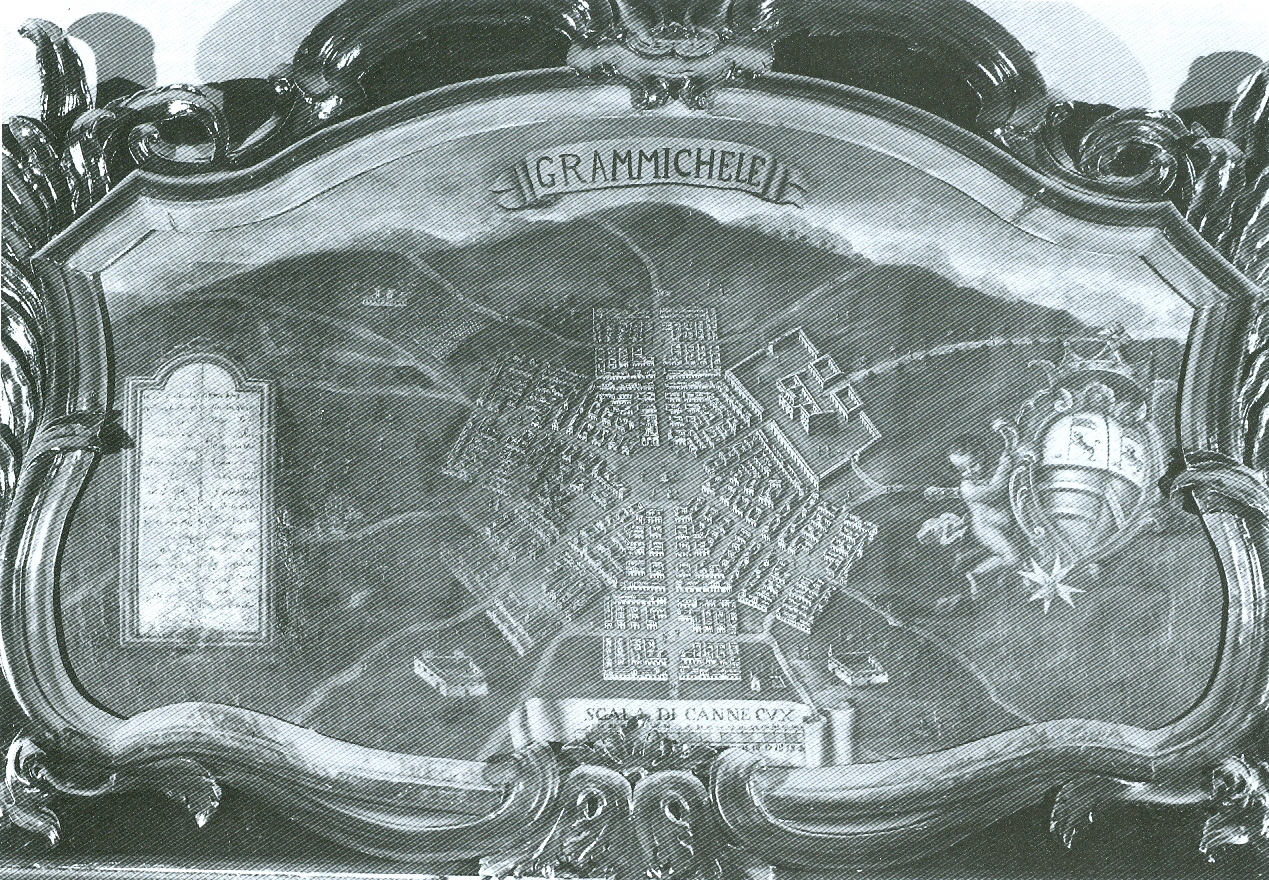
Grammichele auf einer Karte des 18. Jahrhunderts, Palazzo Butera Palermo
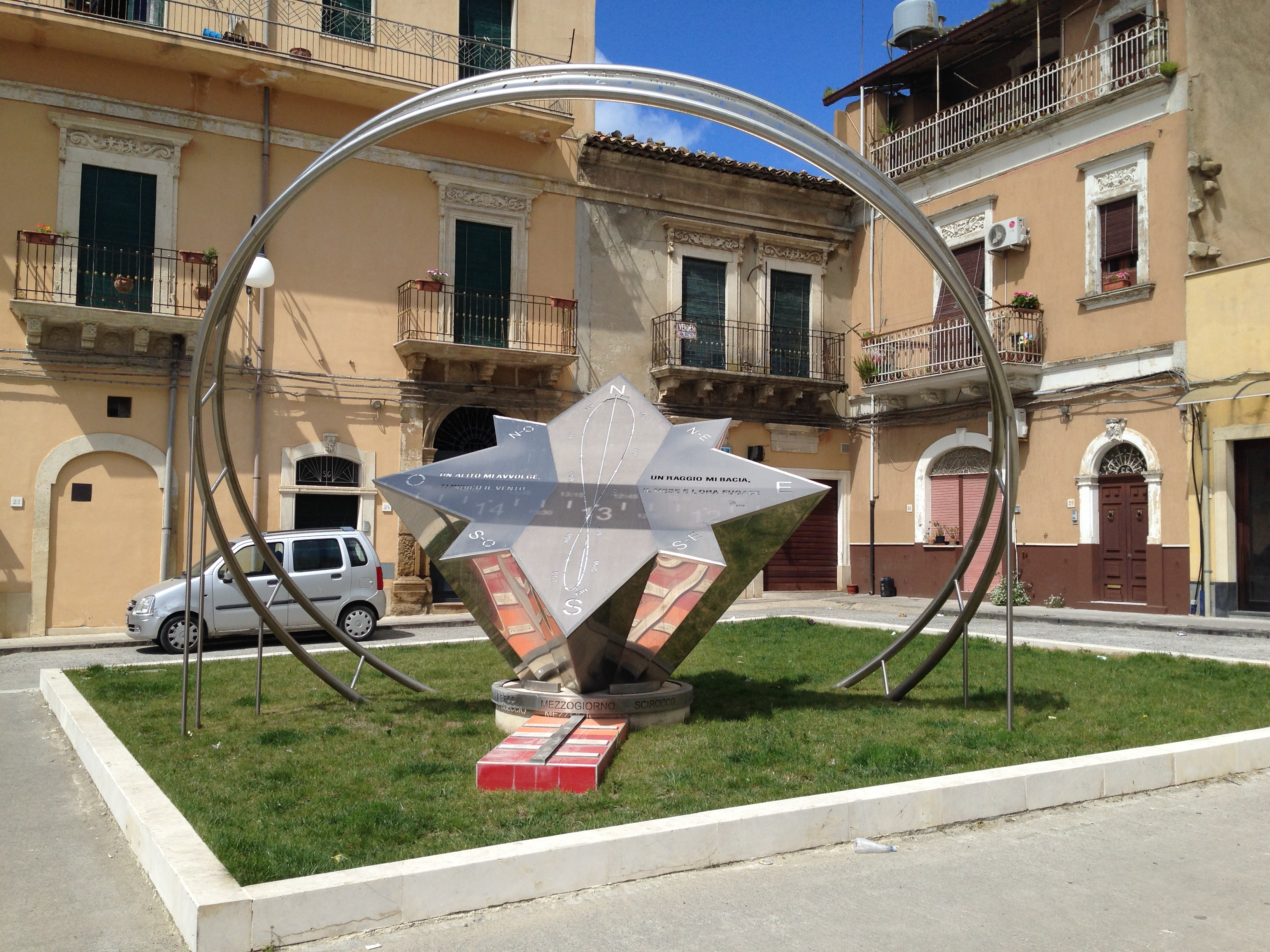
La Stella del Tempo – Der Stern der Zeit

## In Grammichele geboren
- Francesco Gargano (1899–1975), Säbelfechter und Olympiasieger 1920
- Francesco Attaguile (* 1945), ehemaliger Bürgermeister von Catania und Automobilrennfahrer